# Houdan
Houdan – miejscowość i gmina we Francji, w regionie Île-de-France, w departamencie Yvelines.
Według danych na rok 1990 gminę zamieszkiwały 2912 osoby, a gęstość zaludnienia wynosiła 280 osób/km² (wśród 1287 gmin regionu Île-de-France Houdan plasuje się na 411. miejscu pod względem liczby ludności, natomiast pod względem powierzchni na miejscu 358.).